# Кратки, Петр (гребец)
Петр Кратки (чеш. Petr Krátký; род. 31 июля 1943[…], Либерец) — чехословацкий гребец, выступавший за сборную Чехословакии по академической гребле во второй половине 1960-х годов. Обладатель двух бронзовых медалей чемпионатов Европы, победитель и призёр первенств национального значения, участник летних Олимпийских игр в Мехико.

## Биография
Петр Кратки родился 31 июля 1943 года в городе Либерец.
Впервые заявил о себе в академической гребле на международном уровне в сезоне 1965 года, когда вошёл в состав чехословацкой национальной сборной и побывал на чемпионате Европы в Дуйсбурге, откуда привёз награду бронзового достоинства, выигранную в зачёте парных двоек.
В 1967 году в той же дисциплине выиграл бронзовую медаль на чемпионате Европы в Виши.
Благодаря череде удачных выступлений удостоился права защищать честь страны на летних Олимпийских играх 1968 года в Мехико, где вместе с напарником Ярославом Геллебрандом занял в двойках итоговое 12-е место.
После Олимпиады в Мехико Кратки больше не показывал сколько-нибудь значимых результатов в академической гребле на международной арене.